# Тойси (Батыревский район)
Тойси́ (чув. Тури Туҫа) — село в Батыревском районe Чувашской Республики России. Административный центр Тойсинского сельского поселения.

## География
Село находится на среднем течении реки Булы, на её правом берегу. В Булу в этом месте впадает река Тимерля.
В 1,5 км к западу от Тойси находится деревня Старое Ахпердино, в 3 км к востоку— деревня Старые Тойси, в 0,5 км к северу— деревня Новое Бахтиарово, в 10 км к югу— деревня Алманчиково.

## Название
Название села унаследовано от материнского селения Кашмаш-Тойси. Изначально могло означать местоположение на возвышенности (чуваш. Ту Çи). Логично также предположить происхождение названия от чувашского языческого имени Тойсик (Тойся, Тойсий, Тойсиба, Тойсин, Тойсит).
Поначалу деревня носила название Верхния Тойси, а соседняя деревня Нижние Тойси или Старые Тойси. А когда за Нижней Тойсой закрепилось название Старые Тойси, то приставка «Верхние» отменили.

## История
Село основано в 1620 году переселенцами с левобережья Волги и из деревни Кошмаш-Тойси (ныне Ибресинского района). Первое время переселенцы жили в землянках на берегу реки[где?] Щерпурт-Щирми («землянка у оврага») (чуваш. Çӗрпӳрт çырми). По другим данным, указанным в книге Г. Ф. Мулюкова «Село родное. Откуда, кто мы такие, тойсинцы?» поток переселенцев начался ещё во время правления Бориса Годунова: чуваши селений из-под Казани численностью 11 семей под предводительством Тущибая получили разрешение обосноваться на земле между притоками Булы — реками Тимерля и Щерпурт.
Жители села были крестьянами: до 1724 — ясачные, до 1835 — государственные, до 1863 — удельные.
Занимались земледелием, животноводством, бакалейной торговлей, отхожими промыслами: нанимались сторожами, чернорабочими в селения Буинского и соседнего уездов. В конце 18 века функционировала мукомольная мельница. Есть действующий храм Святой Троицы (1840—1937, с 1990). 9 декабря 1840 открыто удельное начальное народное училище, в 1899—школа грамоты, в 1900—школа грамоты для девочек. В начале 20 века в Тойси имелись 5 торгово-промышленных заведений. В 1930 образован колхоз «Красные Тойси».
Крещение села Тойси и близлежащих чувашских деревень произошло в 1742 году.
В 1780 году при создании Симбирского наместничества, деревня Верхняя Тойси, крещёных чуваш, вошла в состав Буинского уезда.
Как видно из Памятной книги Симбирской губернии на 1868 год, на то время в с. Тойси было 63 двора, проживало 177 мужчин, 181 женщин.
До 1928 года Верхния Тойси относилась к Батыревской волости Буинского уезда Симбирской губернии. Согласно Памятной книги Симбирской губернии за 1868 год, в то время в селе Тойси было 63 двора, проживало 177 мужчин, 181 женщина.
Начальное народное училище, открытое в селе в 1840 году удельным ведомством, дважды (в 1872 и 1879 годах) проверялось инспектором И. Н. Ульяновым). В настоящее время старом здании народного училища действует сельский музей.
В селе Тойси расположена Церковь Троицы Живоначальной (на иллюс.).

## Население
| 2010 | 2012 |
| ---- | ---- |
| 812  | ↗982 |

## Социальные объекты
Функционирует ООО "Агрофирма «Тойсинская» (2010). Имеются школа, детский сад, офис врача общей практики, библиотека, музей, спортплощадка, отделения связи и сбербанка, 6 магазинов, 2 предприятия общественного питания.

## Достопримечательности
В здании школы, открытой в 1840 г., открыт в 1975 г краеведческий музей.
В 1999 году архиепископом Чебоксарским и Чувашским Варнавой в селе был освящен Свято-Троицкий храм.
На юго-западе села, в поле, есть намогильный памятник-столб «Чул-Юпа».
В центре села в 1975 г, на искусственной насыпи возведён памятник-монумент в честь земляков, погибших в Великой Отечественной войне.

## Улицы[13]
| Зеленая (улица)          |
| Коммунистическая (улица) |
| Ленина (улица)           |
| Молодежная (улица)       |
| Овражная (улица)         |
| Победы (улица)           |
| Садовая (улица)          |
| Учительская (улица)      |
| Церковная (улица)        |
| Чкалова (улица)          |
| Школьная (улица)         |

## Транспорт[14]
Между деревней и районным центром селом Батырево курсируют рейсовые автобусы маршрутом «Батырево—Тойси», «Батырево—Татарские Тимяши», «Тойси—Батырево—Чебоксары».

## Галерея

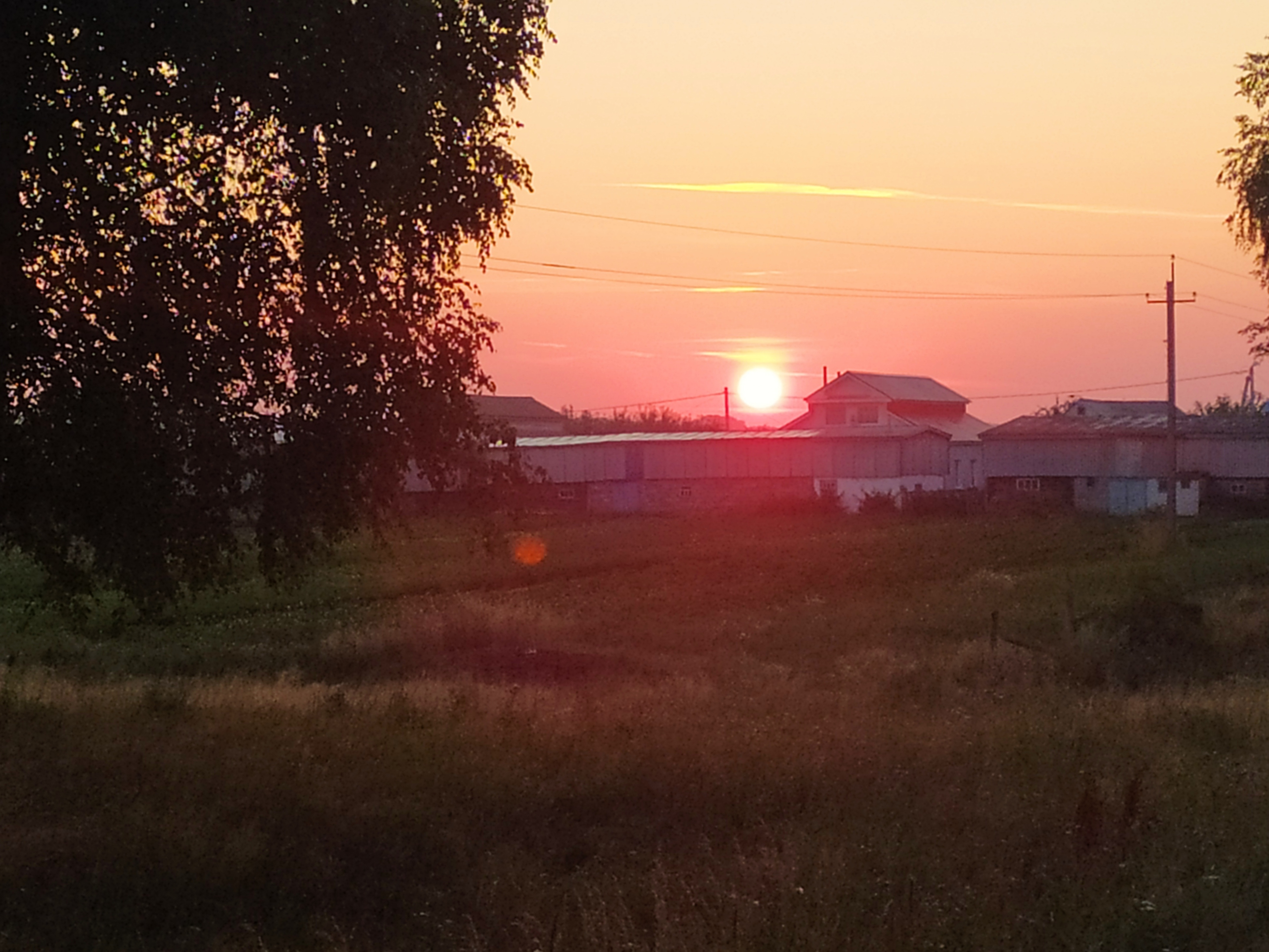
Село Тойси
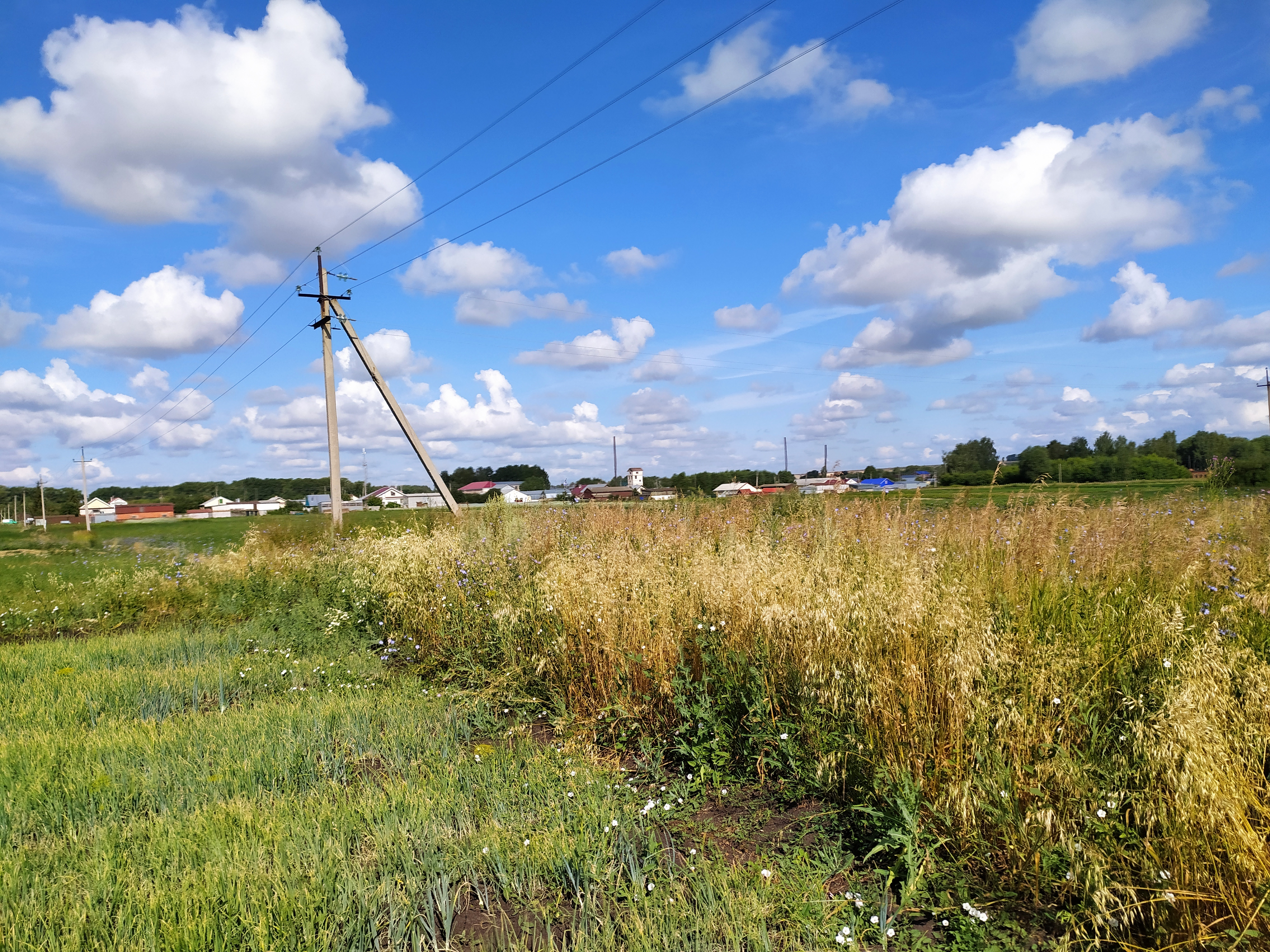
Поля около села Тойси
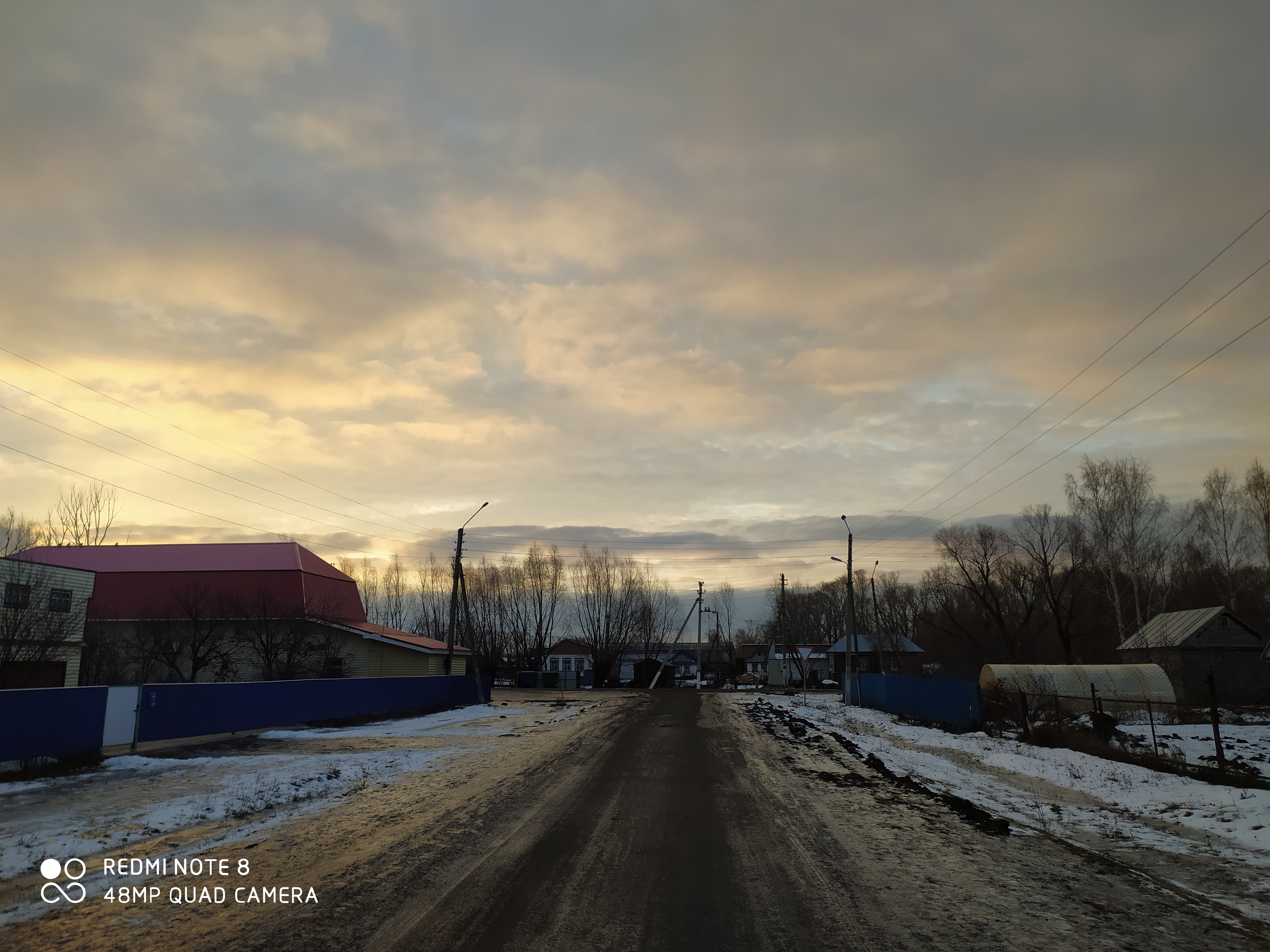
Тойси

## Персоналии
- Глинкин, Борис Николаевич (род. 1961) — спортсмен-гиревик.